# Leiorreuma exaltatum
Leiorreuma exaltatum är en lavart som först beskrevs av Mont. & Bosch, och fick sitt nu gällande namn av Staiger. Leiorreuma exaltatum ingår i släktet Leiorreuma och familjen Graphidaceae.   Inga underarter finns listade i Catalogue of Life.